# Tourettes syndrom
Tourettes syndrom (TS) är ett neuropsykiatriskt funktionshinder som involverar upprepande av ofrivilliga rörelser samt minst ett läte; dessa kallas tics. Vokala tics kan också vara hela ord eller meningar. Oftast kommer de första ticsen vid 6–7 års ålder, men de kan också debutera både tidigare och senare; debuten måste dock vara före 18 års ålder för att diagnosen Tourettes syndrom skall kunna ställas. I Sverige brukar Tourettes syndrom räknas som en neuropsykiatrisk funktionsnedsättning.
Tourettes syndrom kan förekomma som enda diagnos och de diagnostiska kriterierna enligt ICD-10 kräver inte att symtomen orsakar någon svårighet för individen. Personer med Tourettes syndrom kan dock även ha koncentrationssvårigheter, impulsivitet och motorisk hyperaktivitet som är vanligt vid ADHD. Internationella studier påvisar att mellan 50 och 70 % av alla med Tourettes även uppfyller kriterierna för ADHD.  Ofta finns andra svårigheter som dyslexi, ångest, depression och tvång som vid OCD, samt inlärningssvårigheter och motoriska problem med i bilden. Även autistiska drag kan förekomma.
Svårigheter som förknippas med tvångssyndrom kan förekomma, som till exempel känslor av att "jag måste göra/tänka/säga", men kan också vara "jag kan absolut inte göra/tänka/säga".

## Förekomst
Förekomsten av Tourettes syndrom skiljer sig markant åt mellan pojkar och flickor. David Comings undersökning från 1999 utfördes på 3 000 elever i grundskoleåldern och visar på att en pojke på 95 uppvisade tecken på Tourettes syndrom. Bland flickorna var motsvarande siffra endast en på 735.

## Diagnos
För att ställa en diagnos utgår man internationellt från DSM-IVs kriterier:
1. Både multipla motoriska och ett eller flera vokala tics påvisas och har förekommit under en längre period, dock inte nödvändigtvis på samma gång.
2. Ticsen förekommer
  1. Flera gånger om dagen.
  2. Nästan varje dag eller
  3. periodvis under längre tid än ett år utan uppehåll på längre än tre månader.
3. Tillståndet förorsakar den drabbade personen stort lidande eller nedsatt social, arbetsmässig eller annan förmåga. (Denna punkt finns dock inte med i ICD-10s kriterier)[3]
4. Tillståndet uppträder före 18 års ålder.[4]

Utöver dessa punkter måste den utredande läkaren ta hänsyn till om patienten äter mediciner som kan framkalla tics-liknande symptom. Om personen i fråga endast uppvisar motoriska eller vokala tics ställs inte diagnosen Tourette, detta benämns istället som kroniska motoriska tics eller kroniska vokala tics. Även diagnosen övergående tics kan ställas om ticsen förekommer dagligen i minst fyra månader men kortare än ett år. Övergående tics är mycket vanligt, 24% av alla barn har någon gång uppvisat tecken på detta.

## Kännetecken
De första symptomen på Tourettes syndrom är oftast tics i ansiktet såsom överdrivna blinkningar, ryckningar och grimaser. Med tiden sprids dessa ofta till halsen, skuldrorna och överkroppen. Ryckningar eller spänningar i en arm eller ett ben är typiskt. De vokala ticsen kommer lite senare. I början framträder de oftast som vanliga ljud, till exempel snusningar eller harklingar men kan sedan utvecklas till andra ljud som ord eller hela uttryck. 
I de fall då Tourettes syndrom är kombinerat med andra tillstånd, kan symtomen från dessa andra tillstånd vara de som debuterar först. Ibland kan istället de som man förknippar med ADHD vara de som märks först. Det är som regel när barnet börjar skolan de största svårigheterna uppstår. Barnet kan ha svårt att koncentrera sig, sitta still, vänta på sin tur och att stå i led. Ibland krävs specialundervisning på grund av detta. Ibland är motoriken dålig vilket leder till att de upplevs som klumpiga, men många är istället motoriskt skickliga. De motoriska problemen kan leda till svårigheter med idrott, men också med att skriva. Vissa med Tourettes syndrom har stora problem med sin skrivstil, vilket gör datorn till ett användbart hjälpmedel.

### Vanliga motoriska tics
- Blinkningar
- Grimaseringar
- Axelryckningar
- Muskelspänningar
- Sträckningar
- Justerande av kläder
- Handledssnurrande
- Vridande av nacke, handleder, fotleder
- Kliande på näsa, öronsnibbar etc
- Handklappningar
- Hopp
- Spottande
- Sparkar, slag
- Slår sig själv, dunkar huvudet mot väggen[7]

### Vanliga vokala tics
- Hostningar
- Harklingar
- Sniffande
- Visslingar
- Blåsa ut luft
- Yl, jämmer
- Grymtningar
- Smackningar
- Upprepar uttryck

Till vokala tics räknar man även ekolali (ekotal), palilali (upprepning av det man själv säger) och koprolali (tvångsmässigt användande av obscena ord och svordomar).

## Historik
Den äldsta beskrivningen av en man med symptom som liknar Tourettes syndrom som finns bevarad står i Häxhammaren (1489), den beryktade handboken beskriver en präst som lider av motoriska såväl som vokala tics. Detta behandlades vid det tillfället med exorcism. 
Enligt vissa källor ska även Prins av Condé under Ludvig XIV, Louis II Condé ha lidit av vokal Tourettes. I kungens närvaro ska han ha åtgärdat detta genom att stoppa olika saker i munnen för att dämpa ljudet. Den första enstaka fallet beskrivs av fransmannen Jean Itard år 1825. Det dröjde dock ända fram till 1885 innan forskning kring fenomenet utifrån ett neurologisk perspektiv skedde.
Den första forskare som beskrivit fenomenet utifrån en större patientgrupp var fransmannen Georges Gilles de la Tourette (1857–1904). Han hade tidigare forskat under den berömde neurologen Jean Martin Charcot och beskrev 1885 tillståndet som organiskt-neurologiskt och lade därmed grunden för vår nutida forskning.
Under tidigt 1900-tal fick det psykoanalytiska ta större plats inom forskningen och de la Tourettes organisk-neurologiska förklaringar hamnade i skymundan. Forskare beskrev nu de yttre ticsen som en manifestation av inre omedvetna konflikter som ofta ansågs vara av sexuell natur. Denna hypotes var den ledande fram till 1960-talet då man upptäckte att tics kunde dämpas eller helt elimineras med hjälp av läkemedelssubstansen haloperidol. Detta ledde till att de la Tourettes hypotes om neurobiologiska orsaker än en gång blev aktuell. Enligt författaren Lisbeth Iglum Rønhovde kan inte symtomen vid Tourettes  behandlas med psykodynamisk psykoterapi, däremot är barn med syndromet i behov av stort stöd då självkänslan ofta är låg och barnet har svårt med relationer. Därför bör man inte eller utesluta behandlingar som förstärker bl.a. patientens självkänsla och dess sociala kompetens (se t.ex. den relationella psykoterapin inom det psykodynamiska perspektivet). Det finns idag beteendeterapeutiska metoder inom "Habit reversal" som har verkar ha gott forskningsstöd.

## Touretteliknande symtom
Symtom som påminner om Tourettes syndrom kan uppstå av olika anledningar, detta handlar då inte om Tourettes. Anledningarna kan bland annat vara:
- Sydenhams Chorea (Danssjuka)
- Wilsons sjukdom
- Tardiv dyskinesi
- Lesch-Nyhans syndrom
- Cerebral pares
- Huntingtons sjukdom
- Kroniskt trötthetssyndrom
- Levine-Critchleys syndrom
- Stimulerande läkemedel innehållande metylfenidat kan också ge eller förstärka tics hos vissa barn
- Hjärnskada
- Olika former av infektioner[10]